# Centaurea fragilis
Centaurea fragilis — вид квіткових рослин айстрових (Asteraceae). Ареал: Марокко, Алжир.